# Gianfranco Miccichè
Giovanni Miccichè, detto Gianfranco (Palermo, 1º aprile 1954), è un dirigente d'azienda e politico italiano.
Dopo aver aderito a Forza Italia sin dalla sua fondazione nel 1994, è stato ripetutamente eletto deputato alla Camera (XII, XIII, XIV, XV e XVI) e ha ricoperto incarichi governativi in tutti e quattro gli esecutivi presieduti da Silvio Berlusconi, oltreché nel governo Letta. È stato anche eletto all'Assemblea regionale siciliana nella XIV (2006-2008), XVII (2017-2022) e XVII (2022-in corso) legislatura regionale, e nelle prime due occasioni ha ricoperto la carica di presidente dell'Assemblea stessa. Nel 2010 fuoriesce dal Popolo della Libertà per formare il partito Forza del Sud, confluito poi in Grande Sud. Nel 2013 torna nella rinata Forza Italia, salvo fuoriuscirne nuovamente nel 2024 per dissidi con la dirigenza regionale del partito, aderendo al Movimento per l'Autonomia.
Nel settembre 2022 è eletto senatore nelle elezioni politiche e deputato alle regionali siciliane tenutesi nello stesso giorno. Poiché le due cariche sono incompatibili, nel gennaio 2023 opta per l'Assemblea siciliana e si dimette dal Senato.

## Biografia
Nate a Palermo il 1º aprile 1954, in una famiglia agiata della borghesia palermitana: il padre Gerlando (1921-2019) era un alto dirigente del Banco di Sicilia (di cui fu anche vice-direttore generale). Compie i suoi studi classici in scuole laiche a Firenze e Palermo, ma non completa alcun percorso universitario. Suo fratello Gaetano è stato direttore generale di Banca Intesa San Paolo e, dal 2016, presidente di Banca IMI, mentre l'altro fratello, Guglielmo, è stato vice-presidente del Palermo dal 2004 al 2017. Suo zio Luigi, invece, fu consigliere della stessa società di calcio alla fine degli anni cinquanta.
È stato dirigente d'azienda per undici anni presso l'Irfis (Istituto Regionale per il Finanziamento delle Industrie in Sicilia), controllato dalla Regione e dalla banca dove lavorava il padre.
Nel 1984, grazie alla conoscenza di Marcello Dell'Utri, entra nell'azienda di Silvio Berlusconi Publitalia '80, per la quale diventa direttore prima della sede regionale di Palermo e poi di quella di Brescia.
Nel 2001 diviene docente a contratto di "Politiche di sviluppo e pianificazione delle opere pubbliche nelle aree deboli" all'interno del dottorato di ricerca in trasporti dell'Università di Reggio Calabria.

## Carriera politica

### Primi passi
Miccichè si avvicina alla politica negli anni '70, aderendo da studente al movimento della sinistra extraparlamentare Lotta Continua (che confluì nel 1976 in Democrazia Proletaria).
La sua esperienza politica ricomincia nel 1993, quando, in vista della discesa in campo nella politica di Silvio Berlusconi, viene chiamato da Berlusconi, assieme ad altri uomini di Publitalia '80, ad impegnarsi in Forza Italia, di cui assume l'incarico di coordinatore regionale del partito in Sicilia (incarico che mantiene fino al 2005), scelto da Berlusconi e Marcello Dell'Utri.

### Deputato alla Camera e sottosegretario di Stato
Alle elezioni politiche del 1994 si candida alla Camera dei deputati ed eletto nella lista proporzionale di Forza Italia nella circoscrizione Sicilia 1. In seguito alla nascita del primo governo Berlusconi, l'11 maggio 1994 viene nominato dal Consiglio dei ministri sottosegretario di Stato al Ministero dei trasporti e della navigazione, rimanendo in carica fino alla fine dell'esecutivo, dopo il ribaltone di Umberto Bossi, il 17 gennaio 1995.
Alle politiche del 1996 si ricandida nel collegio uninominale di Cefalù, sostenuto dalla coalizione di centro-destra Polo per le Libertà in quota forzista, e viene riconfermato deputato alla Camera con il 47,87% dei voti contro i candidati de L'Ulivo Luciano Violante (46,98%), del Partito Socialista Francesco Palazzolo (4,14%) e dei Federalisti Liberali Antonio Luigi Alessi (1,01%). Nel corso della XIII legislatura è stato componente della Commissione parlamentare antimafia e della 5ª Commissione Bilancio, Tesoro e Programmazione.
Alle elezioni amministrative del 1997 si candida a sindaco di Palermo per la coalizione di centro-destra il Polo per le Libertà, formata, oltre che da Forza Italia, da Alleanza Nazionale, Centro Cristiano Democratco, Cristiani Democratici Uniti, ma viene sconfitto al primo turno dal candidato del centro-sinistra, nonché sindaco uscente, Leoluca Orlando de La Rete.

### Viceministro e ministro

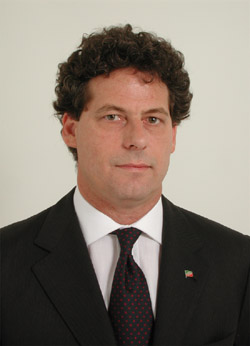
Gianfranco Miccichè nel 2001

Alle elezioni politiche del 2001 viene rieletto alla Camera, nella lista proporzionale di Forza Italia, nella medesima circoscrizione. Le elezioni nazionali sono vinte dalla coalizione di centro-destra Casa delle Libertà; in Sicilia Miccichè, da coordinatore regionale del suo partito nell'isola, la porta a vincere in tutti i collegi uninominali, fatto che gli valse il soprannome di "mister 61 a 0".
Con il suo personale successo alle politiche del 2001 e la successiva formazione del secondo governo Berlusconi, a giugno viene nominato sottosegretario e poi, dal 24 ottobre, viceministro dell'economia e delle finanze con delega allo sviluppo del Mezzogiorno e ai rapporti con l'Unione europea e con le Regioni.
Alle elezioni amministrative del 2001 candida Diego Cammarata, allora neo-deputato sconosciuto, a sindaco di Palermo per la coalizione di centro-destra. La candidatura da parte di Miccichè crea malumori sia nel centro-destra che in Forza Italia, dove Ciccio Musotto (nemico storico di Miccichè) si candida senza successo in autonomia a primo cittadino; inoltre il giorno dell’annuncio sui muri del centro storico di Palermo comparve la scritta: "Cammarata ma cu è? U sciacquino di Miccichè?". Ciononostante, Cammarata viene votato in massa ed eletto al primo turno col 56%.
A seguito del rimpasto di governo ad aprile 2005, successivo al tracollo del centro-destra alle elezioni regionali del 2005, nel nuovo governo Berlusconi III Miccichè viene nominato ministro senza portafoglio per lo sviluppo e la coesione territoriale, lasciando il coordinamento regionale del partito in Sicilia al deputato Angelino Alfano, del quale Miccichè ha dichiarato: "L’ho inventato io. Quando l’ho conosciuto non era nessuno".

### Presidente dell'Assemblea Regionale Siciliana
Alle politiche dell'aprile 2006 conferma il suo seggio a Palazzo Montecitorio per la XV legislatura, dove fa parte della 6ª Commissione finanze. Due mesi dopo si candida alle elezioni regionali in Sicilia di quell'anno tra le liste di Forza Italia, nella mozione del presidente uscente Salvatore Cuffaro, venendo eletto nella circoscrizione di Palermo con 19.776 preferenze deputato all'Assemblea Regionale Siciliana, dimettendosi dalla Camera il 27 settembre 2006. Subentra al suo posto a Montecitorio Ida D'Ippolito.
Il 29 giugno 2006 viene eletto presidente dell'Assemblea regionale siciliana.
A gennaio 2008 Miccichè invita Cuffaro alle dimissioni da presidente della Regione Siciliana, a causa della sua condanna di primo grado a cinque anni per favoreggiamento semplice, rassegnate qualche giorno dopo. Il successivo febbraio, dopo averlo a lungo smentito, annuncia di volere candidarsi alla Presidenza della Regione Siciliana con una lista propria dal nome "Rivoluzione siciliana", anche in contrasto con Berlusconi, non potendo appoggiare il candidato in pectore del MpA e dell'UDC Raffaele Lombardo a causa del suo stretto legame con Salvatore Cuffaro. Miccichè, dopo le critiche dei suoi alleati di Alleanza Nazionale e del suo stesso Partito che lo invitano a desistere e dopo un incontro con Silvio Berlusconi e Marcello Dell'Utri, rinuncia alla corsa solitaria in cambio di una posizione importante nel futuro governo Berlusconi. Il 24 febbraio annuncia quindi il proprio sostegno a Raffaele Lombardo.

### Sottosegretario alla Presidenza del Consiglio

#### Il Popolo della Libertà

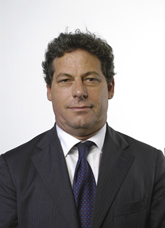
Miccichè rieletto alla Camera nel 2008

Lasciata l'ARS, alle elezioni politiche del 2008 è stato per la quinta volta rieletto deputato alla Camera tra le liste de Il Popolo della Libertà. Dopo la vittoria di Berlusconi e del centro-destra per la terza volta alle politiche del 2008, il 12 maggio 2008 il Consiglio dei ministri nomina Miccichè sottosegretario di Stato alla Presidenza del Consiglio dei ministri con delega al Comitato interministeriale per la programmazione economica (CIPE) nel governo Berlusconi IV.
Nonostante sia stato tra i parlamentari che hanno sostenuto la riforma federale voluta dalla Lega Nord, durante la primavera del 2008 Miccichè annuncia più volte la volontà di partecipare alla costruzione di un nuovo "Partito del Sud", in grado di bilanciare il crescente e forte squilibrio che nel quarto governo Berlusconi si va affermando a favore del nord del Paese. Il progetto, che lo vede inizialmente co-protagonista assieme al Presidente della Regione Siciliana e leader dell'MpA Raffaele Lombardo, naufraga dopo le pressioni di Berlusconi.
Il 3 novembre 2009 è uno dei promotori, insieme ai Finiani, della scissione ne Il Popolo della Libertà in Sicilia, facendo nascere all'Assemblea regionale siciliana il gruppo formato da 15 membri "PdL - Sicilia", motivando la rottura il continuo scontro con l'area del partito facente capo al guardasigilli Angelino Alfano, il presidente del Senato Renato Schifani e i coordinatori regionali Giuseppe Castiglione e Domenico Nania.
A marzo 2010 Miccichè dichiara di essere disposto a lasciare il PdL per creare il "Partito del Sud", e che non farlo sarebbe "criminale".
Nell'estate del 2010 il rapporto tra Miccichè e Lombardo si deteriora, e quello che era il "PdL - Sicilia" si spacca in Futuro e Libertà per l'Italia (nuova formazione politica di Gianfranco Fini) e nel gruppo di ex forzisti guidati da Miccichè, che annunciano la nascita di un nuovo partito. Nel rimpasto che dà vita alla quarta giunta della Presidenza Lombardo, il gruppo di Miccichè viene tagliato fuori e si colloca all'opposizione.

#### Fondazione di Forza del Sud e Grande Sud
Il 12 ottobre 2010 Miccichè lascia il PdL e fonda il nuovo partito denominato Forza del Sud, con un gruppo parlamentare all'ARS di 5 deputati regionali, che viene presentato ufficialmente il 30 ottobre successivo.
Il 18 gennaio 2012 nasce la componente "Grande Sud-PPA" nel gruppo misto alla Camera, che raccoglie tutti i deputati vicini a Forza del Sud fino ad allora iscritti al Gruppo misto non appartenente a nessuna componente, dove vi aderiscono 9 deputati: Miccichè, il segretario della Camera Giuseppe Fallica, Maurizio Iapicca, Ugo Grimaldi, Giacomo Terranova, Marco Pugliese, Francesco Stagno d'Alcontres, Gerardo Soglia. Aderisce alla componente anche Aurelio Misiti (ex IdV e PRI) già sottosegretario e viceministro delle Infrastrutture e dei Trasporti del governo Berlusconi IV, che diventa il capogruppo della nuova componente e vicepresidente del gruppo misto.

#### Corsa alla presidenza della Regione Siciliana
Il 28 agosto 2012 Gianfranco Micciché annuncia la propria candidatura a presidente della Regione Siciliana in vista delle elezioni regionali del 28 ottobre, dopo aver dato inizialmente l'appoggio al candidato del centro-destra Nello Musumeci, ex missino e presidente della Provincia di Catania, per poi candidarsi in contrapposizione ad Alfano, Castiglione, Francesco Cascio e Ignazio La Russa. Viene sostenuto, oltre che dal suo partito Grande Sud e da Dell'Utri, dal Partito dei Siciliani (emanazione del Movimento per le Autonomie del presidente uscente della Regione Lombardo), da Futuro e Libertà per l'Italia di Fini e dal Movimento Popolare Siciliano (MPS), nato da fuoriusciti del MpA, dell'UdC e di Alleanza per l'Italia (ApI).
Durante la campagna elettorale prende nettamente le distanze dalle precedenti esperienze al fianco di Berlusconi, dichiarando di essersi pentito di averlo appoggiato in passato e di "essere scappato" una volta capito l'errore.
Alla tornata elettorale si piazza al quarto posto nella competizione, ottenendo il 15,42% dei voti, venendo sorpassato dall'eurodeputato Rosario Crocetta (30,48%), candidato del centro-sinistra eletto presidente, dal candidato del centro-destra Musumeci (25,73%) e anche dal candidato del Movimento 5 Stelle Giancarlo Cancelleri (18,18%).

### Ritorno da Berlusconi
Pochi mesi dopo le regionali siciliane, in occasione delle elezioni politiche del 2013, Miccichè ricolloca Grande Sud nella coalizione di centro-destra guidata da Berlusconi, che vede come principale alleato la Lega Nord di Roberto Maroni. La scelta di ritornare nella coalizione di Berlusconi crea, però, malumori e la fuoriuscita di molti esponenti siciliani del partito, che subisce una significativa riduzione anche in seno all'Assemblea regionale siciliana.
Il 6 febbraio 2013, durante un incontro politico a Messina, viene colto da un malore; trasportato d'urgenza all'ospedale Papardo di Messina, viene sottoposto ad intervento di angioplastica.
Alle elezioni politiche del 2013 il risultato è pessimo sia per Grande Sud che per Miccichè, che candidato come capolista al Senato della Repubblica nella circoscrizione Sicilia non viene eletto, dove Grande Sud ottiene l'1,07%.

### Sottosegretario alla Pubblica amministrazione
In seguito alla nascita del governo di larghe intese guidato da Enrico Letta tra PdL, Partito Democratico, Unione di Centro e Scelta Civica, il 3 maggio 2013 entra a far parte del governo Letta, venendo nominato il 2 maggio dal CdM sottosegretario di Stato alla Pubblica Amministrazione e Semplificazione, in rappresentanza del gruppo parlamentare Grandi Autonomie e Libertà (di cui il suo partito faceva parte), affiancando il ministro UdC Gianpiero D'Alia. Secondo diversi retroscena, sussurrati anche da alte sfere del PdL siciliano, questa nomina sarebbe arrivata grazie alle assicurazioni di Marcello Dell'Utri a Berlusconi, al posto di Francesco Cascio, leader dei Lealisti (corrente interna del PdL) in Sicilia, con cui Miccichè si è spesso scontrato aspramente.
Ad agosto 2013, in seguito alla conferma in Cassazione della condanna a 4 anni nei confronti di Berlusconi, rimette, insieme ad esponenti PdL, il mandato per dimettersi da sottosegretario a quest'ultimo, a cui il 30 settembre vengono annunciate le dimissioni "irrevocabili" dei ministri PdL, poi ritirate.

### Rientro nella ricostituita Forza Italia
Il 16 novembre 2013, con la sospensione delle attività del PdL, aderisce alla rinascita di Forza Italia, facendovi confluire Grande Sud il 23 novembre. In seguito al passaggio di Forza Italia all'opposizione parlamentare, Miccichè rassegna le dimissioni da sottosegretario del governo Letta.
Il 16 aprile 2014 viene ufficialmente candidato alle elezioni europee di quell'anno come capolista di Forza Italia nella circoscrizione Italia insulare, ma raccoglie solo 50.689 preferenze, classificandosi terzo nella circoscrizione e non venendo eletto.
Il 20 novembre 2015 viene nominato commissario regionale di Forza Italia in Sicilia, al posto del senatore Vincenzo Gibiino, diventando in seguito a tutti gli effetti coordinatore.

### Ritorno alla presidenza dell'ARS
Alle elezioni regionali siciliane del 2017 si ricandida all'ARS come capolista di Forza Italia nella circoscrizione di Palermo e contemporaneamente anche nel listino bloccato del candidato presidente Nello Musumeci. Viene eletto a Palermo con 7.588 preferenze e con la vittoria di Musumeci deve optare per il listino del presidente.
Il 16 dicembre 2017 viene eletto presidente dell'Assemblea regionale siciliana con 39 voti su 70; determinante il sostegno di Sicilia Futura e di 4 esponenti del Partito Democratico renziani, andando a ricoprire per la seconda volta tale incarico che aveva già ricoperto dal 2006 al 2008.
Il 19 luglio 2018 diventa europarlamentare subentrando a Salvo Pogliese, dimessosi dopo la sua elezione a sindaco di Catania. Nonostante l'illegittimità del doppio mandato non si dimette da europarlamentare, fino a quando la Corte di Cassazione non lo ha dichiarato decaduto il 4 settembre, per incompatibilità con il suo ruolo da deputato regionale all'ARS. Al suo posto subentra l'ex assessore regionale siciliano Innocenzo Leontini.
Durante il ballottaggio delle elezioni amministrative del 2019, intervistato dal Corriere della Sera, Miccichè rilancia l'idea del Patto del Nazareno dopo l'alleanza tra PD e Forza Italia a Gela, sostenendo l'ex Alfaniano Lucio Greco, creando silenzi e imbarazzi da ambo le parti.
Ad ottobre 2021 si muove in prima persona per raggiungere un accordo politico tra Forza Italia, Italia Viva e Sicilia Futura per presentare liste comuni in vista delle elezioni amministrative di Palermo e delle regionali in Sicilia del 2022.
Il 12 gennaio 2022 entra a far parte del gruppo dei 58 delegati regionali, in rappresentanza della maggioranza nell'Assemblea Regionale Siciliana con 44 voti (il più votato), a partecipare all'elezione del Presidente della Repubblica.

### Elezioni regionali e politiche del 2022
Il 10 febbraio 2022 il suo partito propone la candidatura di Miccichè alla presidenza della Regione Siciliana, da lui accolta con favore; ma successivamente si consuma una rivalità interna al centro-destra tra il presidente uscente Musumeci (allora deciso a ricandidarsi per un secondo mandato) e Miccichè stesso sulla scelta del candidato, che ripercuoteva a livello nazionale la rivalità tra Fratelli d'Italia, in ascesa, con Lega e Forza Italia, sempre più deboli.
Alla fine il candidato indicato dal centro-destra è stato l'ex presidente del Senato Renato Schifani; alle concomitanti elezioni politiche anticipate del 2022 Miccichè è stato invece candidato al Senato della Repubblica come capolista nel collegio plurinominale Sicilia - 01. Nonostante ciò Miccichè si candida anche alle regionali come capolista di Forza Italia nella circoscrizione di Palermo, con l'intenzione dichiarata di rinunciare al seggio del Senato se sarà eletto, sostenendo di volere "dare spazio ai giovani". Micciché raccoglie circa 6.800 preferenze a Palermo, risultando il terzo classificato del suo partito, e il 19 ottobre annuncia di rinunciare al seggio del Senato in favore di quello dell’ARS, come poi accadde il 18 gennaio 2023, venendo sostituito da Daniela Ternullo.

### Allontanamento da Forza Italia e adesione al MpA
A gennaio 2023 lascia il gruppo di Forza Italia all'ARS per aderire al Misto, entrato in contrasto con il presidente Schifani e il gruppo di Forza Italia, che ha chiesto la sua destituzione. L'11 marzo seguente Berlusconi lo sostitusce con Marcello Caruso come commissario regionale. Nonostante ciò, anche dopo la morte di Berlusconi, Miccichè ribadisce la volontà di non lasciare il partito. Tuttavia, il 12 agosto 2024, annuncia la sua fuoriuscita da Forza Italia e, contestualmente, la sua adesione al Movimento per l'Autonomia di Raffaele Lombardo.

## Controversie
Durante la campagna elettorale delle elezioni regionali in Sicilia del 2012, intervistato da Sky TG24, affermò che intitolare l'aeroporto di Palermo a Giovanni Falcone e Paolo Borsellino sarebbe un errore, perché con questa scelta "ci si ricorda della mafia"; avrebbe dovuto piuttosto essere intitolato "ad Archimede o ad altre figure della scienza, figure positive", il che - secondo i critici - avrebbe lasciato intendere che i due magistrati fossero figure negative.
A maggio 2024 viene indagato con le accuse di peculato, truffa e false attestazioni per aver usato a fini personali l’auto blu, incluso, secondo l'accusa, l'acquisto e il recapito a domicilio, da parte del suo autista, di cocaina; il GIP dispone anche il divieto di dimora a Cefalù, suo comune di residenza, e il sequestro di 2.000 euro.